# Parc national de la vallée de l'Escaut
Le Parc national de la vallée de l'Escaut est un parc national de Flandre en Belgique. Créé en  2023, il comprend les différentes réserves naturelles le long de l'Escaut entre Gand et Anvers, comme la Durmevallei et la Kalkense Meersen. La plupart des zones du parc sont également des sites Natura 2000 (estuaire de l'Escaut et de la Durme, de la frontière néerlandaise jusqu'à Gand).
Le 13 octobre 2023, le parc a été reconnu parc national par le gouvernement flamand. Il comporte des marais, des vasières et des marais salants. Le club d'aviron Roeiteam Scheldeland y est actif depuis 2023.